# 克諾亨河 (韋勒河支流)
51°56′52″N 8°51′15″E / 51.94778°N 8.85417°E

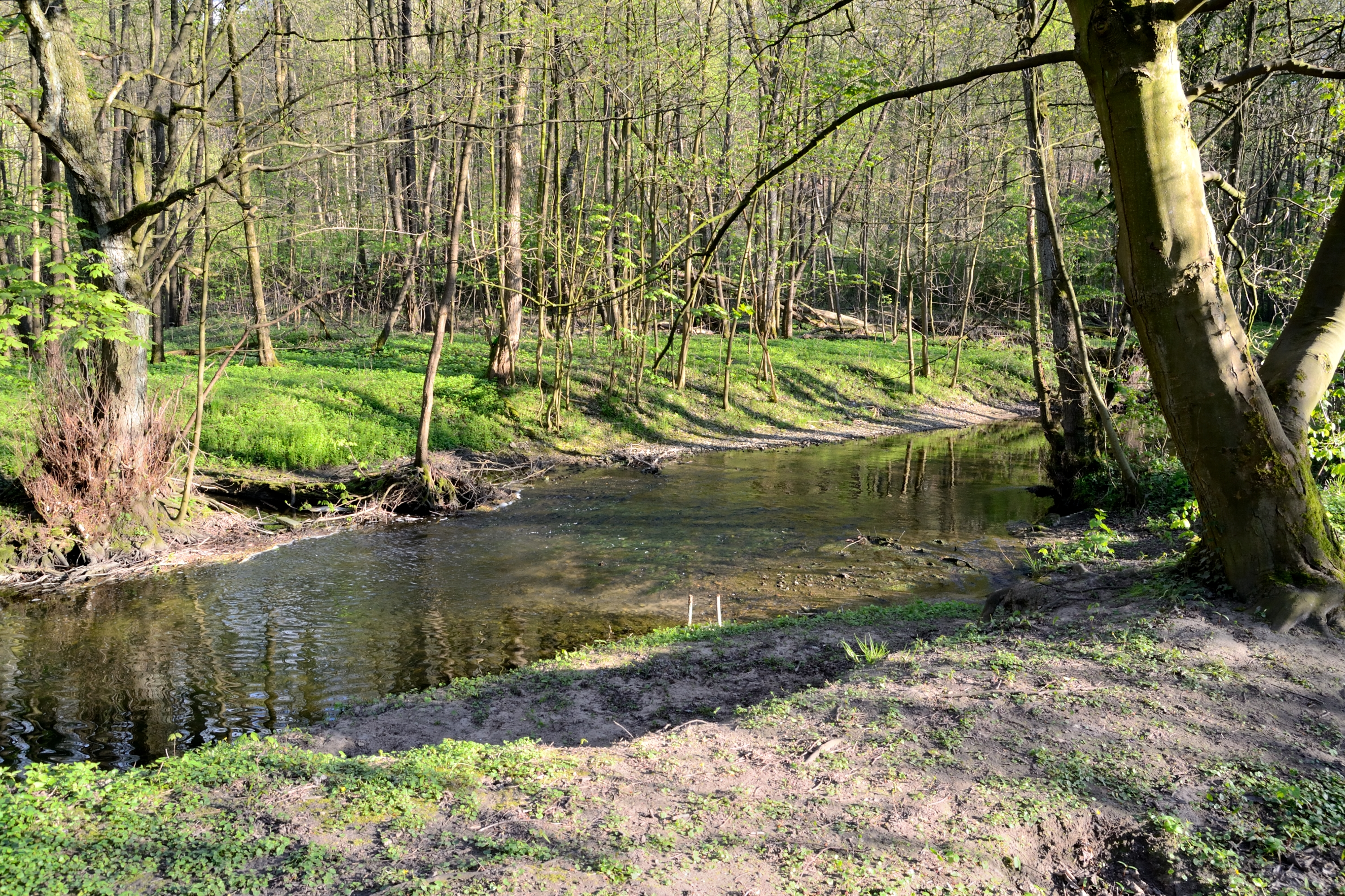

克諾亨河（德語：Knochenbach），是德國的河流，位於該國西部，處於北萊茵-威斯特法倫州，屬於韋勒河的左支流，河道全長12公里，流域面積47.1平方公里。